# Fernweh

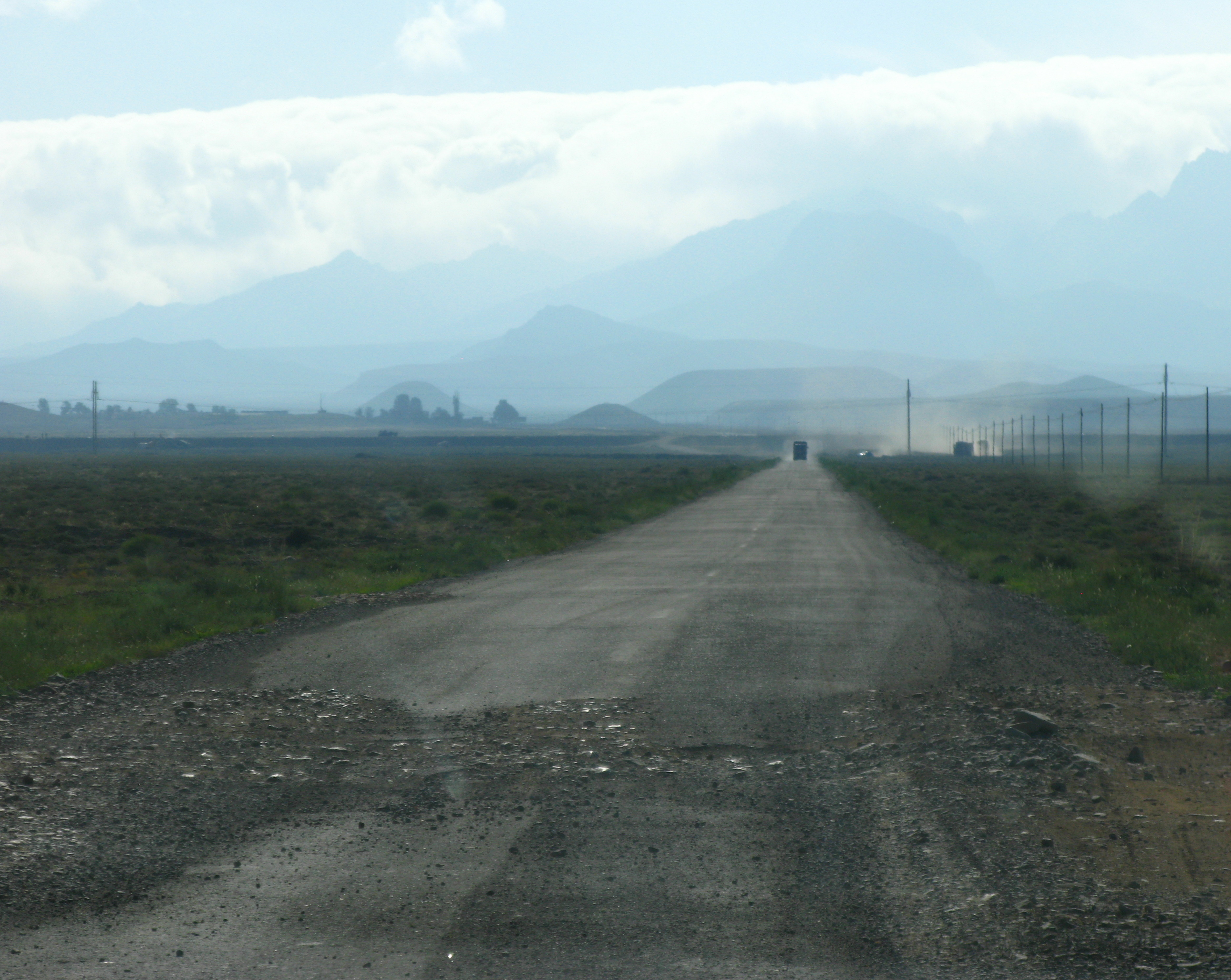
Caminho na distância

Fernweh, traduzido como "anseio pela distância", é uma expressão comum da língua alemã que descreve o anseio humano de deixar as circunstâncias conhecidas (da rotina) e abrir-se ao vasto mundo. A palavra "Fernweh", literalmente, está para o contrário de Heimweh (nostalgia), o anseio pela pátria ou pela casa.

## Etimologia da palavra
A origem da palavra vem atribuída a uma cunhagem do príncipe Hermann von Pückler-Muskau, o qual usou a palavra várias vezes na narração de suas viagens de 1835 em diante. Fernweh está em relação de analogia com a preexistente palavra “Heimweh” (nostalgia). Na biografia de Pückler de 1843 se lê: “Pückler diz, em algumas partes de seus escritos, que não sofria o mal de Heimweh (nostalgia), mas sim de Fernweh”. A palavra se insere sobretudo na linguagem poética e didática. No século XX se começou a usar o termo em relação ao turismo na linguagem promocional. A reprodução artística do Fernweh através de imagens e representações de países distantes se tornou um importante fator econômico global.
Uma palavra similar, mas mais antiga, é Wanderlust (desejo de caminhar, de fazer excursionismo), que compara já no alto-alemão médio. Alternativas como “Storch- oder Kranichgefühl” (lit.: sensação de cegonha ou de grua) não são difusas. Assim se lê em 1873: "O professor Dr. Erdmann [...] descreve este característico anseio pela excursão com o nome “Storch- oder Kranichgefühl”. O príncipe Pückler-Muskau viu atribuir-se o termo igualmente apropriado de Fernweh". Para comportamento similar nos animais se usa em prevalência a palavra Wandertrieb (instinto migratório) ou Zugunruhe (inquietação das aves migratórias), que se baseiam seu comportamento externo evidente, enquanto “Fernweh” vem a ser usado quase exclusivamente em referência aos seres humanos. Palavras específicas como Heimweh, Wanderlust ou Fernweh com a sua conotação nem sempre sendo exatos equivalentes em outras línguas e culturas e ter assim um papel importante no estudo da língua alemã como língua estrangeira.

## História do termo

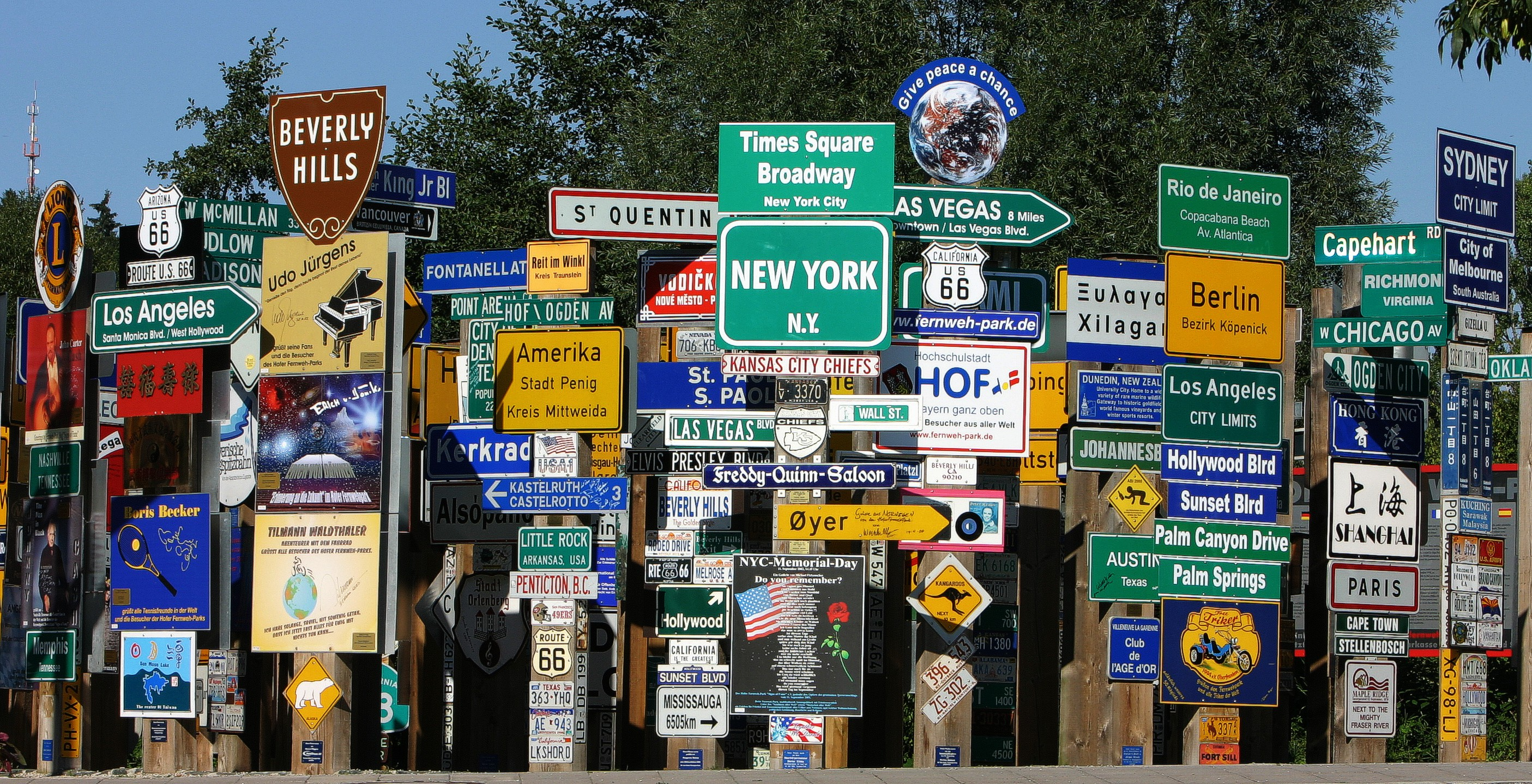
Fernwehpark in Hof (Saale)

Os clássicos alemães – Schiller e Goethe – não conheciam ainda a palavra “Fernweh”. No drama Maria Stuart de Schiller, a rainha capturada é presa pela tristeza observando o passar das nuvens. Aqui se vê claramente que as duas palavras Fernweh e Heimweh perto de classificar o sentimento, que como tal não deve necessariamente ser diverso. Os versos dizem:
“Lá, onde eles sobem as montanhas cinzas nebulosas,

começa do confim do meu reino,

E estas nuvens, que caçam após o meio-dia,

procurando o distante oceano francês.

Nuvens precipitadas! Planadoras do ar!

Que caminharam com você, com você navegaram!

Saludam-me com afeto o país da minha juventude!”

–Schiller: Maria Stuart
Goethe recordou, em 1822, a sua Campanha na França de 30 anos antes. Ao retornar da França em 1792, já perto a Coblença, teve a oportunidade de ir para casa da esposa e seus filhos em Weimar ou a partir de sua mãe em Frankfurt am Main. Mas vindo escorrendo das águas do rio Reno foi preso pela sensação de ter de fugir:
“Eu intimidado a perseguição das condições de guerra, e minha tomada novamente a sensação de dever fugir. Eu quero definir uma nostalgia ao contrário (Heimweh), um anseio em geral em vez da angústia. Estive lá, o rio maravilhoso de frente a mim escorria quase ternamente e amorosamente para o estendido e amplo presságio; escorria para aos amigos, com quem apesar de qualquer mudança de cena, permaneciam sempre fielmente ligados. Provei o anseio de passar pelo mundo estranho e violento no peito de amigos, e assim eu contratei, depois de haver recebido férias, um barco veio a Düsseldorf, recomendado por meus amigos de Coblença, com o pedido consignado abaixo.”
–Goethe: Kampagne in Frankreich

## Literatura
- Friedrich Kluge: Heimweh: Ein wortgeschichtlicher Versuch, 1901 (online em Archive.org)